# BMW Z4
BMW Z4 (G29) este un roadster în două uși comercializat de producătorul german de automobile BMW.